# 3211 Louispharailda
3211 Louispharailda eller 1931 CE är en asteroid i huvudbältet som  upptäcktes 10 februari 1931 av den belgisk-amerikanske astronomen George Van Biesbroeck vid Yerkesobservatoriet i Williams Bay, Wisconsin. Den har den fått namn efter upptäckarens föräldrar, Louis Pierre Van Biesbroeck och Pharailda de Colpaert Van Biesbroeck.
Asteroiden har en diameter på ungefär 8 kilometer.